# Lindauer Waldhaus
Lindauer Waldhaus ist ein Ortsteil des Marktes Eslarn im oberpfälzischen Landkreis Neustadt an der Waldnaab.

## Geographische Lage
Die Einöde Lindauer Waldhaus liegt etwa fünf Kilometer südlich von Eslarn am Osthang des Stückbergs an der Staatsstraße 2154.
Die Nachbarorte von Lindauer Waldhaus sind im Norden Gerstbräu und im Süden Stückhäusl.

## Geschichte
1866 wurde das Lindauer Waldhaus von Eslarn nach Schönsee umgepfarrt.
Am 31. Dezember 1990 war Lindauer Waldhaus unbewohnt und gehörte zur Pfarrei Schönsee.

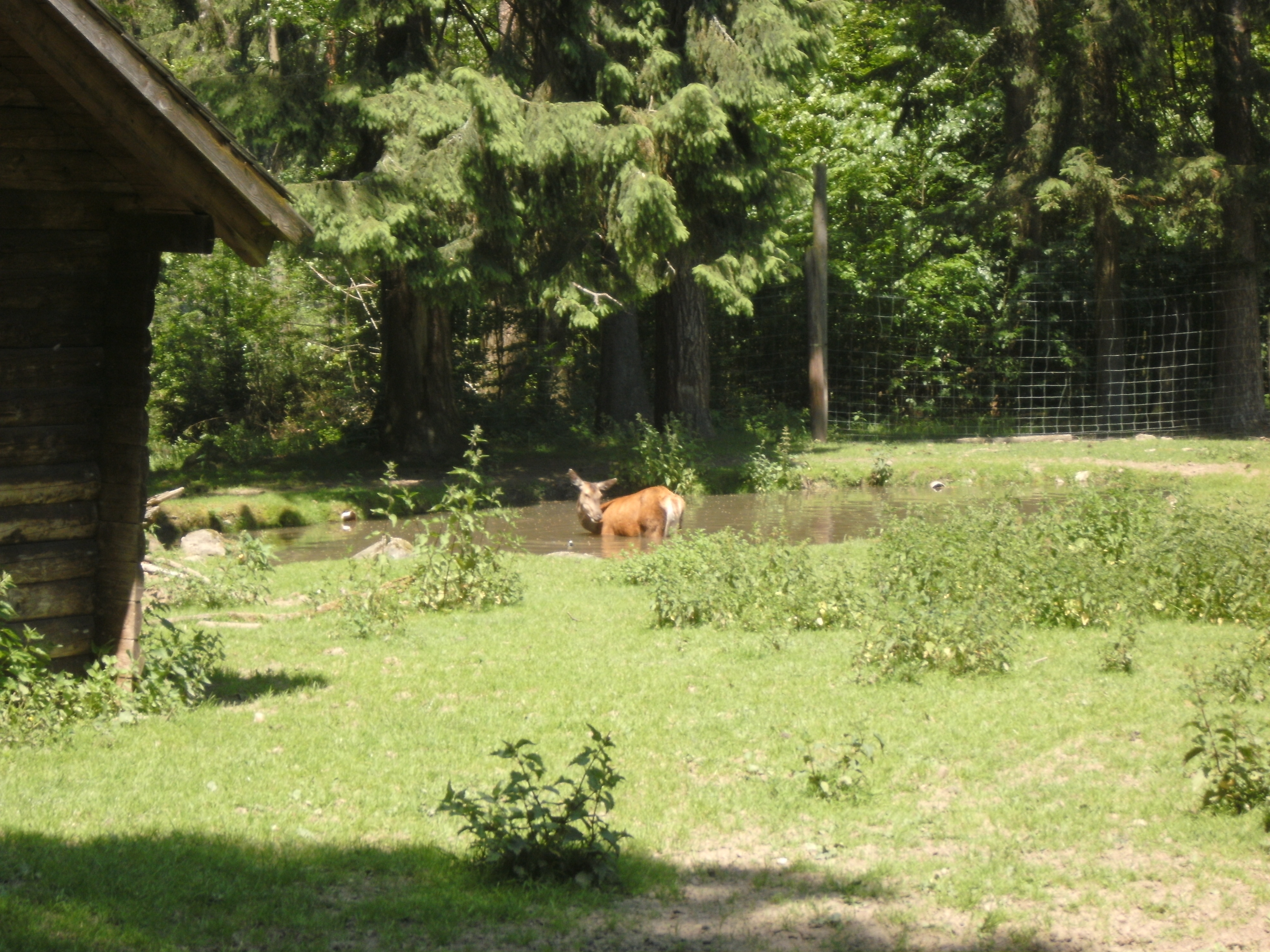
Lindauer Waldhaus Wildpark

## Kultur und Sehenswürdigkeiten
Bis Ende des 20. Jahrhunderts gab es in Lindauer Waldhaus einen Skilift. Die Piste, die jetzt langsam zuwächst, ist noch deutlich zu erkennen.
Gegenüber dem Lindauer Waldhaus befindet sich ein Wildpark mit Kinderspielplatz, Lehrpfad, Wildschweinen, einem Elch und anderen Wildtieren.